# Gemini 2
Gemini 2 (również Gemini II, GT-2 lub Gemini-Titan II) – drugi bezzałogowy lot testowy programu Gemini. Zadaniem tego doświadczenia było sprawdzenie działania statku Gemini i jego systemów, a przede wszystkim osłony termicznej wraz z całym zespołem ochrony przed wpływem wysokiej temperatury w czasie przedzierania się przez atmosferę przy powrocie na powierzchnię Ziemi. Lot był lotem suborbitalnym.

## Misja
Początkowo start był zaplanowany na 9 grudnia 1964 roku, jednak system wykrywania usterek zainstalowany w rakiecie wyłączył silniki po sekundzie od zapłonu. System zarejestrował spadek ciśnienia hydraulicznego. Start nastąpił 19 stycznia 1965 r. o godz. 14:03:59 GMT ze stanowiska startowego nr 19 kosmodromu Cape Canaveral Air Force Station. Na pokładzie nie było ludzi, zastąpiły ich dwa roboty, nie wykonujące jednak żadnych czynności. We właściwym momencie automatycznie uruchomiły się rakiety hamujące, wprowadzając kapsułę z powrotem w ziemską atmosferę. Statek wykonał jedynie lot balistyczny trwający 18 minut i 16 sekund, po czym wodował w Atlantyku, 3419 kilometrów na południowy wschód od miejsca startu. Wodowanie nastąpiło nieco bliżej niż przewidywano. Kapsuła została podjęta przez lotniskowiec USS Lake Champlain.
Misja przebiegła poprawnie. Zostały osiągnięte wszystkie zaplanowane cele z wyjątkiem testu ogniw paliwowych, które przestały działać jeszcze przed startem rakiety. Lot ten dowiódł, że osłona termiczna stanowi wystarczającą ochronę przed temperaturami, jakie mogą wystąpić podczas powrotu statku na Ziemię. Osiągnięto również cele dodatkowe, dotyczące testów zachowania statku i rakiety oraz szkolenia kontrolerów lotu.
Wykorzystana w tym locie rakieta Titan II w lecie 1964 roku dwukrotnie była demontowana w obawie przed zbliżającym się huraganem. Była również używana do testów naziemnych, szkolenia załogi i personelu naziemnego oraz próbnego obliczania. Były to elementy przygotowań do przyszłych lotów załogowych.

## Lot w liczbach
- liczba okrążeń: lot suborbitalny
- start: 19 stycznia 1965 r. 14:03:59
- wodowanie: 19 stycznia 1965 14:22:15
- załoga: lot bezzałogowy
- czas trwania misji: 18 minut 16 sekund
- przebyta odległość: 3422,4 km
- osiągnięta wysokość: 171,2 km[2].